# Truellum meisnerianum
Truellum meisnerianum är en slideväxtart som först beskrevs av Cham. & Schltdl., och fick sitt nu gällande namn av Sojak. Truellum meisnerianum ingår i släktet Truellum och familjen slideväxter. Utöver nominatformen finns också underarten T. m. beyrichianum.